# Грубов (Словакия)
Грубов (словац. Hrubov) — село и одноимённая община в районе Гуменне Прешовского края Словакии. В письменных источниках начинает упоминаться с 1478 года.

## География
Село расположено в юго-восточной части края, в южной части Низких Бескид, в долине реки Ондавицы, при автодороге 3828. Абсолютная высота — 314 метров над уровнем моря. Площадь муниципалитета составляет 14,42 км².

## Население
| Год:                | 1994 | 2004    | 2014    | 2024    |
| ------------------- | ---- | ------- | ------- | ------- |
| Количество человек: | 568  | 534     | 492     | 464     |
| Разница:            |      | −5,98 % | −7,86 % | −5,69 % |

По данным последней официальной переписи 2011 года, численность населения Грубова составляла 492 человека.